# Metropolitan Line
Metropolitan Line je jedna z linek londýnského metra a na mapách je vyznačená fialovou barvou. Metropolitan Line byla první podzemní železnicí na světě vůbec – byla otevřena 10. ledna 1863 (v současnosti však původní úsek mezi stanicemi Farringdon a Paddington obsluhují linky Hammersmith & City a Circle Line).
Metropolitan Line vede od své konečné stanice Aldgate v City of London až na západ do Amershamu, s větvemi do Uxbridge, Watford a Cheshamu. Úsek od Aldgate po Finchley Road je veden pod zemí, dále na sever je linka vedena po povrchu. Z 34 stanic se jen 9 nachází pod zemí. Je to devátá nejvyužívanější linka v síti londýnského metra a v poměru k délce je to dnes nejméně využívaná linka.
Čtyřkolejné uspořádání tratě mezi stanicemi Wembley Park a Moor Park umožňuje provoz expresních spojů do vzdálenějších předměstí. Některé vlaky končí ve stanici Baker Street, zatímco jiné pokračují až do Aldgate.
Vlaky linky Metropolitan Line jezdí nejrychleji v síti – do přelomu tisíciletí jezdily expresní spoje na sever od stanice Harrow-on-the-Hill až rychlostí 112 km/h (70 mph). Dnes jsou však soupravy omezeny na rychlost „jen“ 80 km/h, což však rychlostní prvenství této lince nevzalo.

## Historie
Původ linky Metropolitan Line souvisí se založením North Metropolitan Railway (původní název Metropolitan Railway) v roce 1853, která byla spolu s Metropolitan District Railway zmocněna k vytvoření železničního okruhu v centru Londýna (dnešní linka Circle Line). První úsek byl otevřen mezi stanicemi Paddington a Farringdon v lednu 1863 (stavěl se od února roku 1860 hloubením z povrchu) a tato stavba způsobila v této oblasti Londýna obrovské dopravní problémy, k čemuž se ještě přidalo prasklé potrubí podzemního kanalizovaného zakrytého toku řeky Fleet, který zaplavil staveniště tunelů.
Do 30. let 20. století byla linka postupně prodlužována až do jejích současných konečných, trať byla postupně od roku 1905 elektrifikována. V roce 1933 byla Metropolitan Railway převzata společností London Passenger Transport Board a od tohoto roku byla linka úspěšně racionalizovaná. Úsek na severozápad od Aylesbury byl uzavřen v roce 1936 a v témže roce byla linka ze stanice Whitechapel do stanice Barking na lince District Line. V roce 1939 převzala větev do Stanmore linka Bakerloo Line (a později od ní Jubilee Line). V roce 1948 byla znárodněna podobně jako ostatní linky metra.
Soupravy s cestujícími poháněné párou jezdily severně od Rickmansworthu do roku 1961, servisní vlaky až do roku 1972. Významná modernizace této části trasy se udála do roku 1960. Linka byla zcela elektrifikována po Amersham a Chesham, zatímco severně od Amershamu byla obsluha zrušena společně se skončením provozu parních vlaků s cestujícími. Trať na sever od stanice Harrow-on-the-Hill byla zečtyřkolejená do stanice Northwood Hills v roce 1961 a do stanice Moor Park (přesněji až na Croxleyhall Junction – místo, kde se trať větví do Watford a Rickmansworthu) v roce 1962. Předtím zastávkové a poloexpresní spoje z Aylesbury do Harrow-on-the-Hill sdílely trať spolu s vlaky bývalé společnosti Great Central.
Další neméně významná změna na lince se udála v roce 1988, kdy se z rozsáhlého systému Metropolitan Line oddělily dvě „dceřiné“ linky – Hammersmith & City Line a East London Line, což způsobilo výrazné zkrácení linky do dnešní trasy.
V roce 1998 byla trasa částečně privatizována v tzv. PPP projektu (veřejno-soukromé partnerství). Dnes je součástí společnosti Sub-Surface Railways, kterou spolu s ostatními 4 podpovrchovým linkami spravovala v letech 2003–2008 společnost Metronet.
Linka Metropolitan Line měla rovněž obrovský vliv na jiné systémy podzemních železnic – Pařížské metro je nazvané podle této linky (fran. Le chemin de fer metropolitan) – z čehož vznikl celosvětově používaný termín „metro“.

## Vozový park

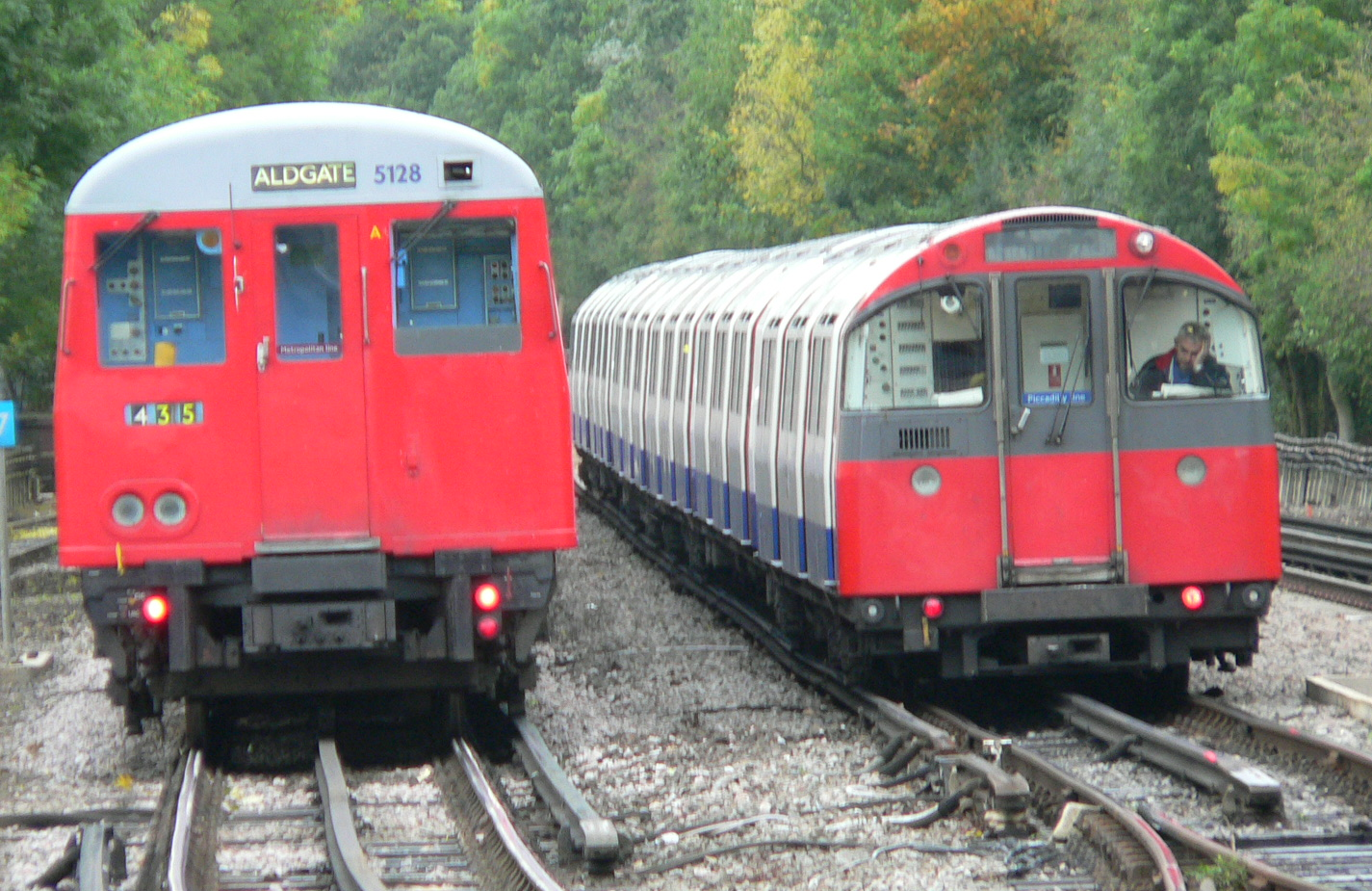
Srovnání typů souprav – ta nalevo jezdí na podpovrchové lince Metropolitan Line a ta napravo na hlubinné lince Piccadilly Line.

Na Metropolitan Line jezdí soupravy typu S8 s charakteristickými barvami londýnského metra – červenou, bílou a modrou.

## Trasa

### Úsek společný s linkami Circle Line a Hammersmith & City Line

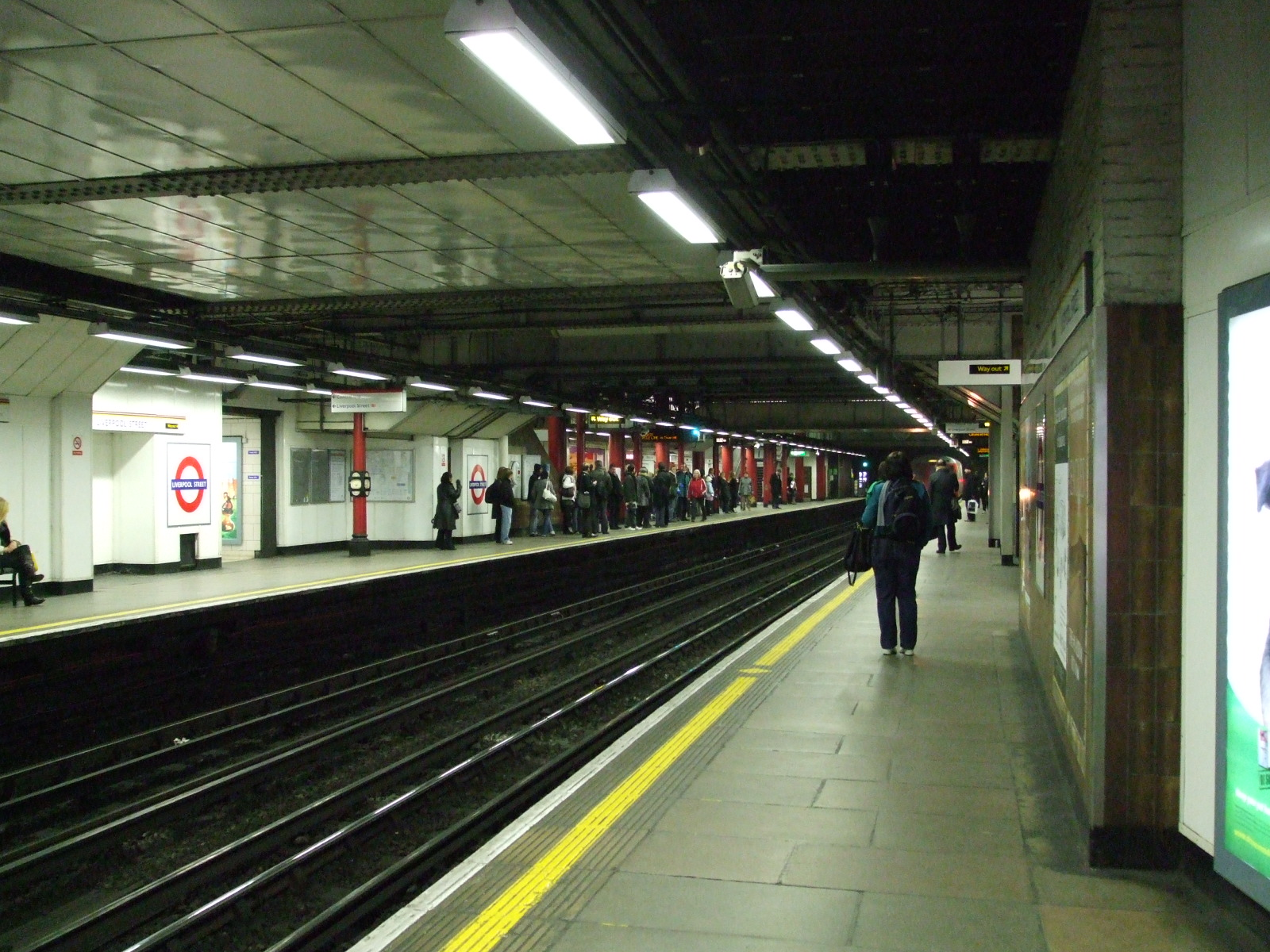
Nástupiště na stanici Liverpool Street, kde kromě linky Metropolitan Line zastavují i linky Circle Line a Hammersmith & City Line.

- Aldgate (přestup na linku Circle Line)
- Liverpool Street (přestup na linky Circle Line, Hammersmith & City Line a Central Line a na železniční linku Great Eastern Main Line)
- Moorgate (přestup na linky Circle Line, Hammersmith & City Line a Northern Line (větev Bank))
- Barbican (přestup na Circle Line a Hammersmith & City Line)
- Farringdon (přestup na Circle Line a Hammersmith & City Line)
- King's Cross St Pancras (přestup na linky Circle Line, Hammersmith & City Line, Northern Line (větev Bank), Piccadilly Line a Victoria Line a na železniční linky Midland Main Line a East Coast Main Line)
- Euston Square (přestup na linky Circle Line a Hammersmith & City Line a na železniční linku West Coast Main Line – stanice Euston)
- Great Portland Street (přestup na linky Circle Line a Hammersmith & City Line)

### Hlavní větev

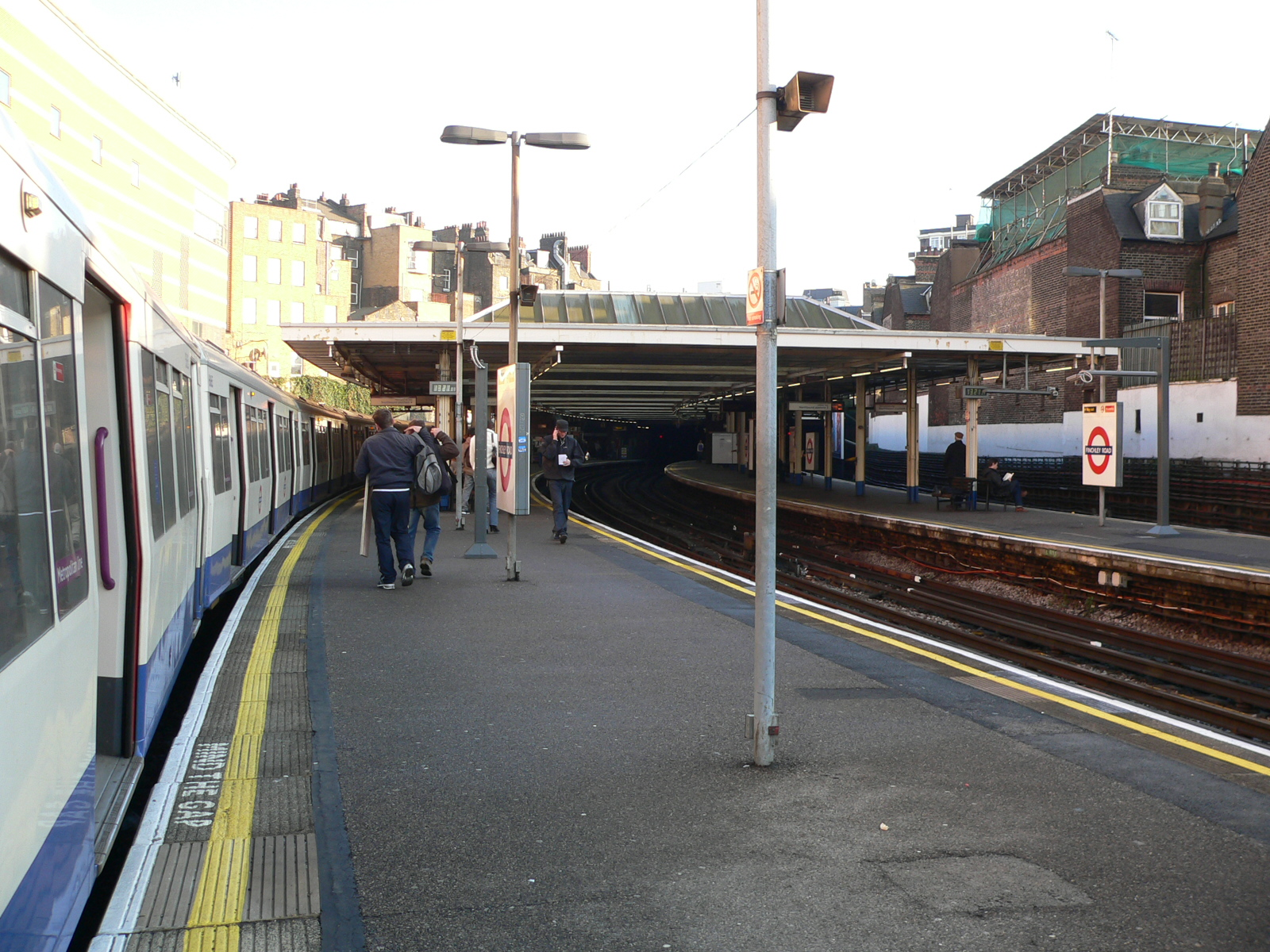
Na stanici Finchley Road zastavují na vnějších stranách nástupišť vlaky linky Metropolitan Line, na vnitřních linkyJubilee Line

Trasa linky Metropolitan Line se odděluje před stanicí Baker Street od trasy linek Circle Line a Hammersmith & City Line a její nástupiště jsou zhruba  v 45° úhlu k nástupištím těchto dvou linek.
- Baker Street (přestup na linky Circle Line, Hammersmith & City Line, Jubilee Line a Bakerloo Line) –na této stanici začíná svou jízdu většina vlaků na sever
- Finchley Road (přestup na linku Jubilee Line)
- Willesden Green a Neasden – i přesto, že tyto dvě stanice jsou stanicemi linky Jubilee Line, linka Metropolitan Line zde vede paralelně s ní a nástupiště na těchto stanicích se využívají pouze v případě mimořádných událostí – zvlášť když je linka Jubilee Line v této části uzavřena.
- Wembley Park (bezbariérový přístup) (přestup na linku Jubilee Line)

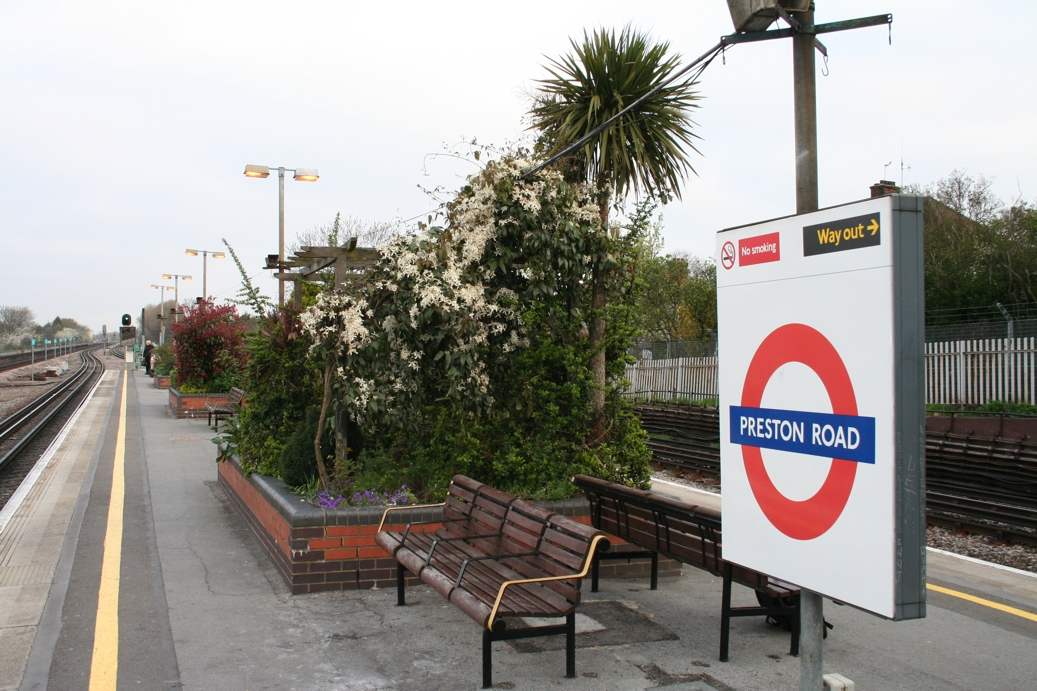
Mnohými cenami oceněná stanice Preston Road

Za stanicí Wembley Park se ke stávajícím dvěma kolejemi přidají ještě další dvě, které slouží k expresní a poloexpresní spoje, které nezastavují ve stanicích Preston Road a Northwick Road a během špiček ani v samotné stanici Wembley Park.
- Preston Road
- Northwick Park
- Harrow-on-the-Hill (přestup na železniční trať London to Aylesbury Line)

Za stanicí Harrow-on-the-Hill se linka dělí do dvou větví – do Uxbridge a Amershamu.

### Větev Uxbridge
- West Harrow

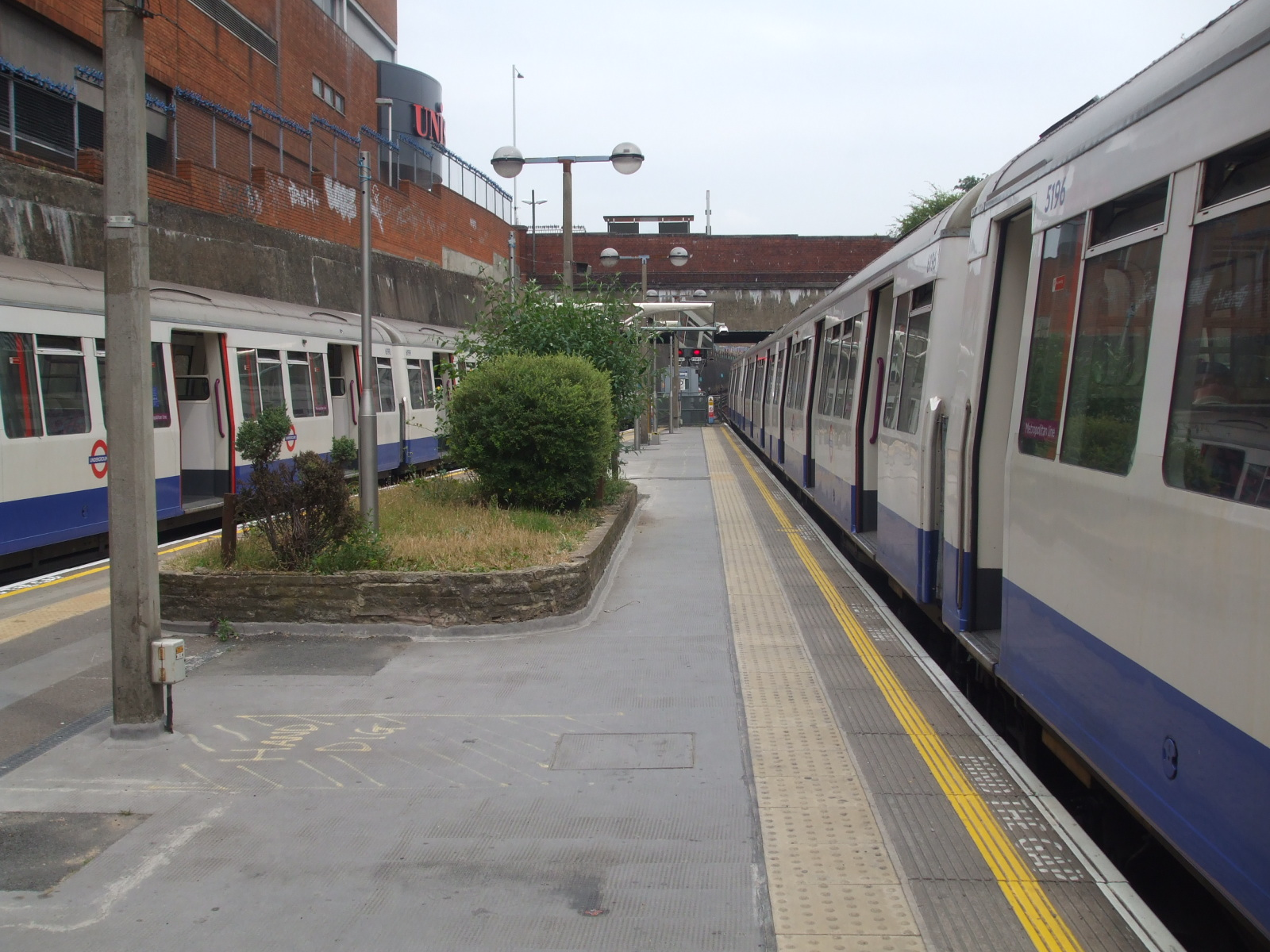
Konečná stanice jedné z větví – Uxbridge.

- Rayners Lane (přestup na linku Piccadilly Line)
- Eastcote (přestup na linku Piccadilly Line)
- Ruislip Manor (přestup na linku Piccadilly Line)
- Ruislip (přestup na linku Piccadilly Line)
- Ickenham (přestup na linku Piccadilly Line)
- Hillingdon (bezbariérový přístup), (přestup na linku Piccadilly Line)
- Uxbridge (bezbariérový přístup), (přestup na linku Piccadilly Line)

### Větev Northwood

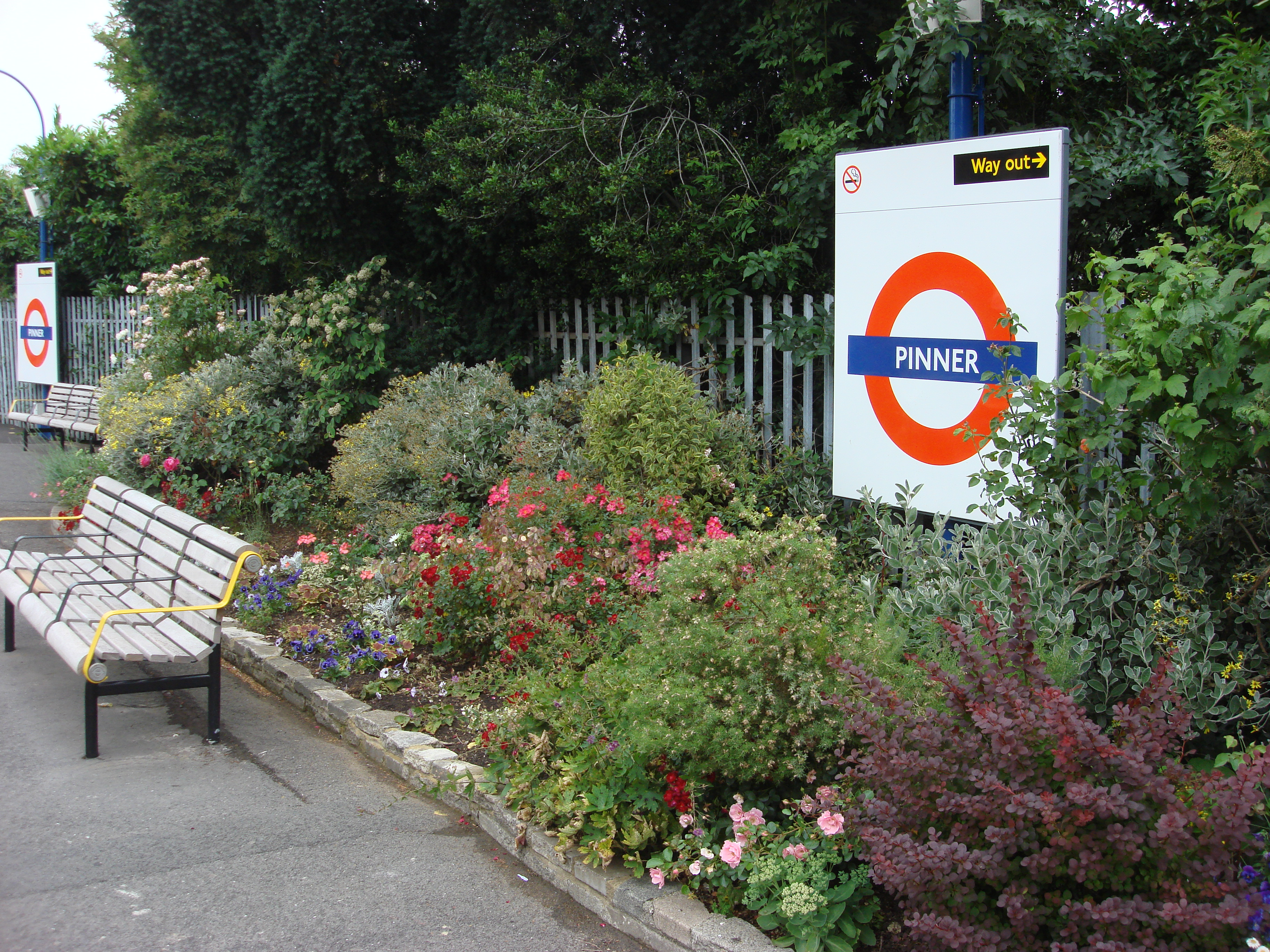
Další zkrášlení stanice květinami – stanice Pinner

Za stanicí Harrow-on-the-Hill 4 koleje zůstávají a dělí se na dvě „zastávkový“, po kterých jezdí zastávkový nebo poloexpresní spoje do stanice Watford – ty zastavují na následujících stanicích a dvě „expresní“, po nichž jezdí expresní spoje do Amershamu a vlaky železniční trati London to Aylesbury Line – ty zastavují pouze ve stanici Moor Park.
- North Harrow
- Pinner
- Northwood Hills
- Northwood
- Moor Park

Za stanicí Moor Park se linka dělí do dvou větví – do Amershamu a Watford.

#### Větev Watford

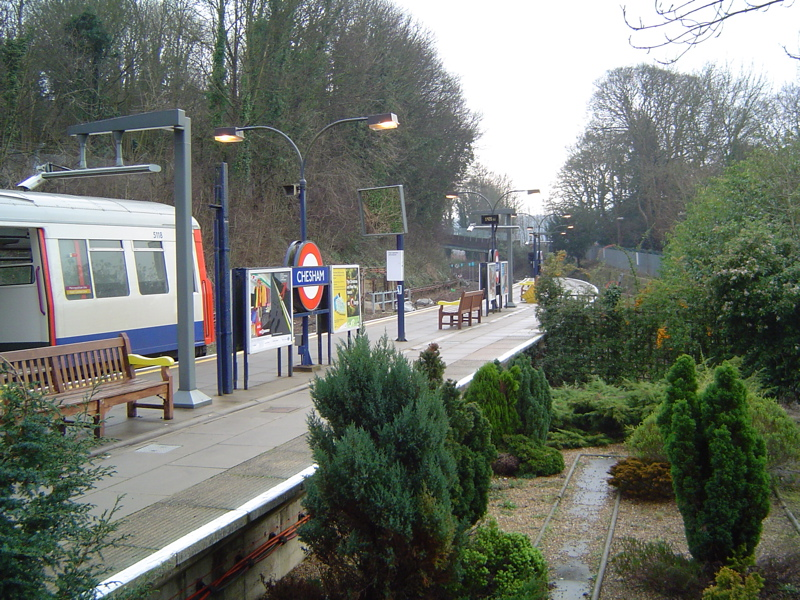
Daleko za Londýnem se nachází stanice Chesham

Existuje spojka mezi stanicemi Croxley a Rickmansworth, kterou využívá několik málo vlaků z Watford do Rickmansworthu.
- Croxley
- Watford

#### Větev Amersham
- Rickmansworth (přestup na železniční trať London to Aylesbury Line)
- Chorleywood (bezbariérový přístup), (přestup na železniční trať London to Aylesbury Line)
- Chalfont & Latimer (bezbariérový přístup), (přestup na železniční trať London to Aylesbury Line)

V této stanici mohou vlaky pokračovat buď do Amershamu, nebo ve špičkách chodí i do Cheshamu, kam mimo špičku jezdí kyvadlové jedna souprava.
- Amersham (přestup na železniční trať London to Aylesbury Line)

nebo
- Chesham (bezbariérový přístup)

## Aktuální obsluha

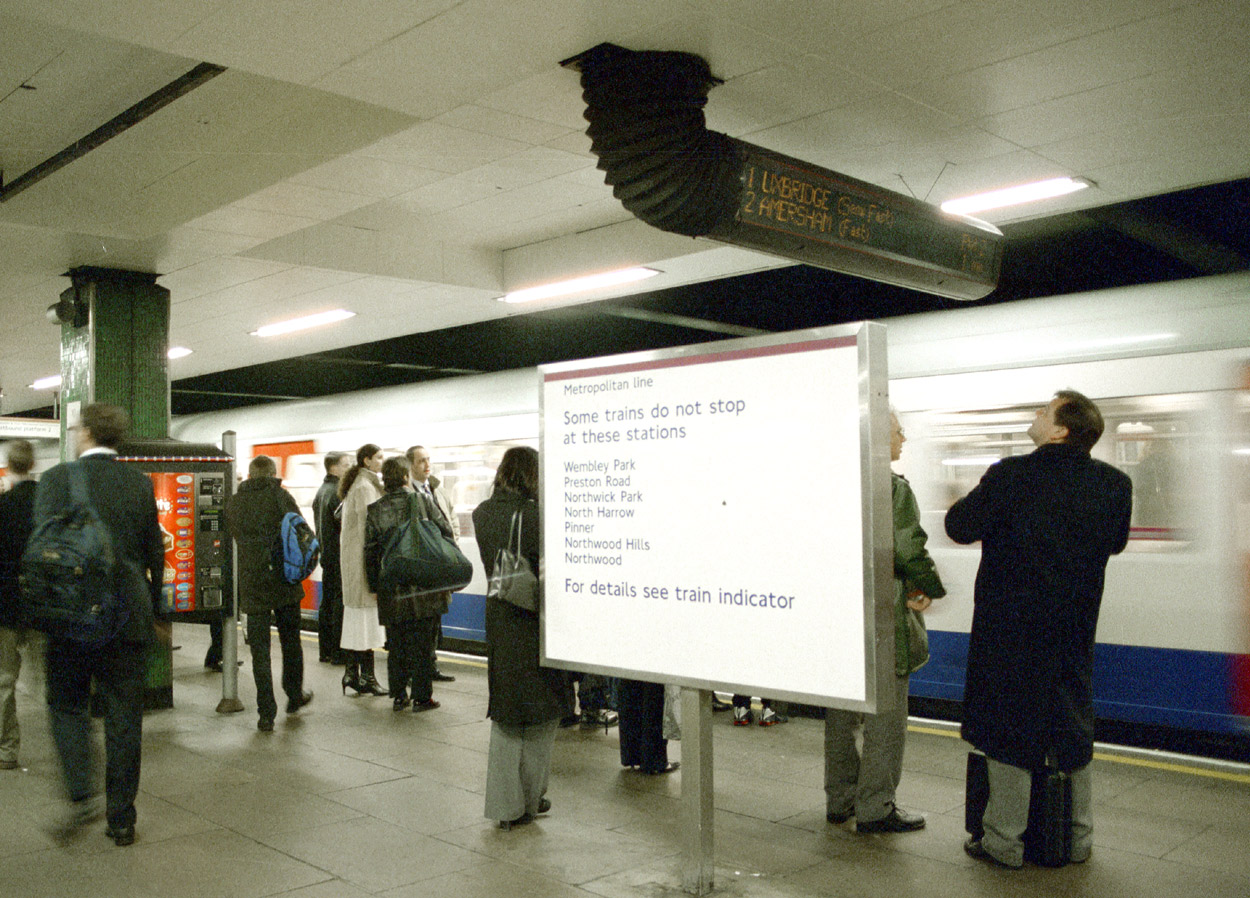
Informační tabule na nástupišti stanice Moorgate, která upozorňuje cestující na neobsluhování některých vlaků na některých stanicích (platí pro rok 2007).

Metropolitan Line je jediná linka londýnského metra, na níž jezdí expresní spoje – expresní zastavují ve stanicích Baker Street, Finchley Road, Wembley Park, Harrow-on-the-Hill, Moor Park a pak všechny stanice do Amershamu (Cheshamu) a poloexpresní jdou jako expresní po Harrow-on-the-Hill a odtud všechny stanice do Watford.
Mimošpičkové intervaly spojů na linku Metropolitan Line:
- 10 min. Uxbridge – Aldgate (zastavují ve všech stanicích)
- 10 min. Watford – Baker Street (zastavují ve všech stanicích)
- 15 min. Amersham – Baker Street (expresní spoje) – kromě tohoto do Londýna jezdí i Chiltern Railways (železniční trať London to Aylesbury Line), konkrétně v intervalu 30 min, což vytváří souhrnný interval 10 min.
- 30 min. Chesham – Chalfont & Latimer

V špičkách se však kombinují destinace mnohem více – kterýkoliv vlak může jít až na Aldgate, poloexpresní spoje nezastavují ve Wembley Park a existuje přímé spojení Cheshamu s Londýnem, proto se doporučuje si vždy ověřit, zda daný vlak bude opravdu stát tam, kde chcete vystoupit.

## Budoucnost

### Croxley Rail link

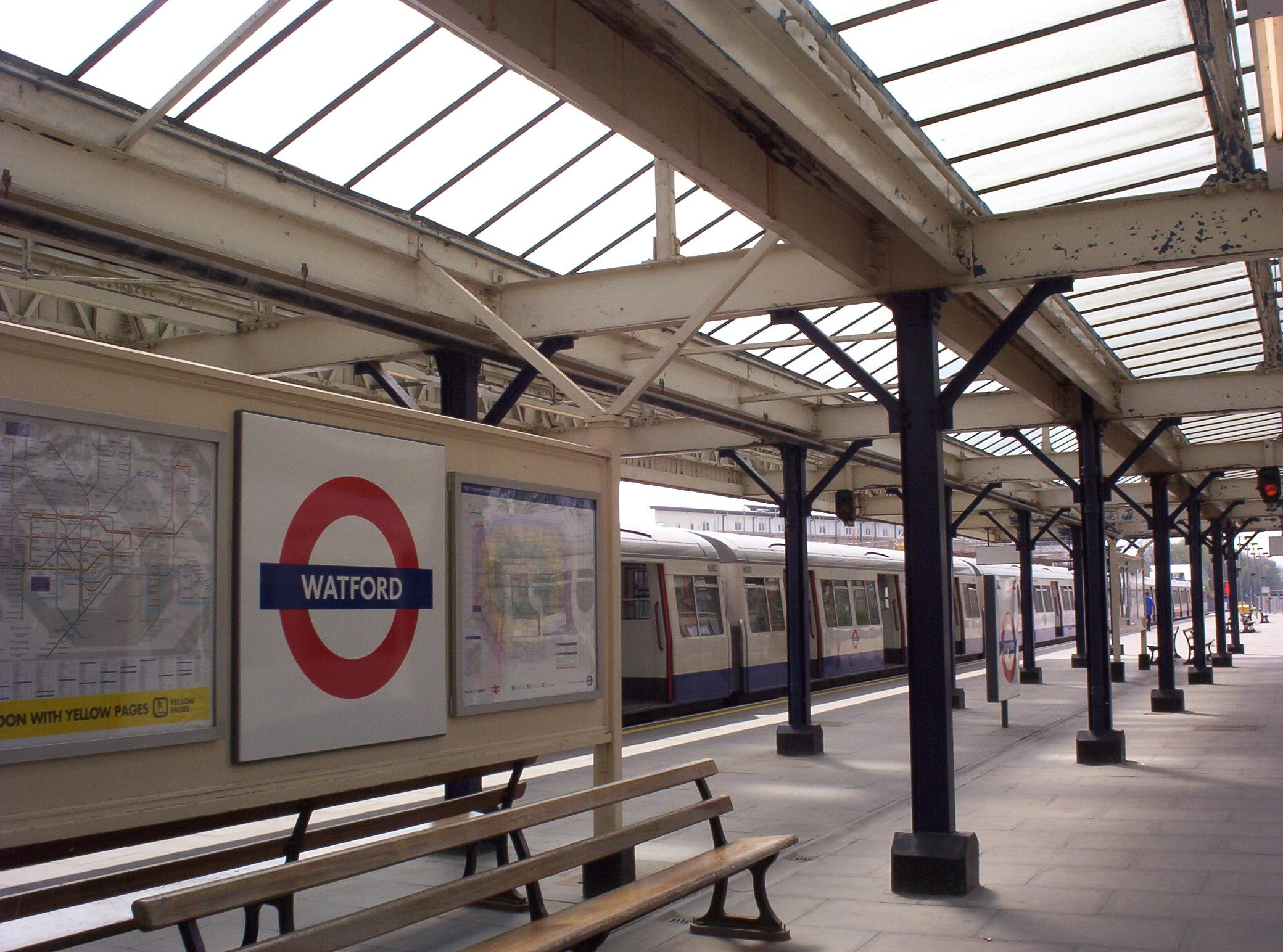
Konečná Watford – pokud se bude realizovat projekt Croxley Rail Link, tak tuto stanici uzavřou.

Společnost Transport for London a rada hrabství Hertfordshire připravují plány odklony dopravy z konečné Watford a obnovení nevyužívané větve do stanice Watford Junction. V roce 2005 bylo ohlášeno, že by zde měla Metropolitan Line jezdit do roku 2010, ale nedostatek financí tento projekt zastavil.
Současná konečná stanice Watford totiž není situovaná v centru města, ale v obytné čtvrti Cassiobury Park. Pokud se tento projekt bude realizovat, současná konečná bude zavřená. Nové stanice by měly vzniknout na Ascot Road, Watford West a Watford High Street.

### Přebudování systému podpovrchovým linek
V plánu reorganizace tohoto systému je prodloužení linky Metropolitan Line po trase současné linky Hammersmith & City Line do Barking a zrušení linky Circle Line, která bude nahrazena nově vedenou linkou Hammersmith & City Line v trase Hammersmith – Edgware Road – Baker Street – Aldgate – Victoria – Edgware Road – toto umožní redukovat zpoždění a zvýšit počet spojů na lince Circle Line. To se však může nastat jen pod podmínkou, že budou dodány nové soupravy modelu S, protože kvůli výškovým překážkám mají současné soupravy A60 zákaz vjezdu na východ od Aldgate.

### Amersham a Chesham
V květen i 2008 byla zkoumána celá linka Metropolitan Line a výsledky vyvolaly návrh, podle kterého by do Cheshamu, kam v současnosti jezdí přímé spoje z Londýna pouze během špiček, mělo být zavedeno celodenní přímé spojení v intervalu 30 minut. Je to kvůli tomu, že mimo špičky musí ve stanici Chalfont & Latimer přestupovat stále více cestujících. Do Amershamu bude tím pádem přijíždět dvakrát méně spojů – interval také 30 min. Vlaky Chiltern Railways tato změna neovlivní, tedy do Amershamu by po změně měl být interval 15 min. a v neděli 20 min. (ze současných 10, resp. 12 min.). Tato změna by se měla odehrát nejdříve v březnu 2009.